# Art (альбом Арта Фармера)
Art — студійний альбом американського джазового трубача Арта Фармера, випущений у 1961 році лейблом Argo.

## Опис
На цій серії студійних сесій звукозапису 1960 року для лейблу Argo, в яких взяли участь піаніст Томмі Фленаган, басист Томмі Вільямс та ударник Альберт Гіт, трубач Арт Фармер знаходиться у чудовій формі (Вільямс і Гіт на той час були учасниками гурту Фармера The Jazztet). Альбом містить декілька балад, зокрема «So Beats My Heart for You», «Goodbye Old Girl» і «Younger Than Springtime». Також варті уваги «Out of the Past» Бенні Голсона і жвава версія «The Best Thing for You Is Me».

## Список композицій
1. «So Beats My Heart for You» (Пет Боллард, Чарльз Гендерсон, Том Ворінг) — 4:38
2. «Goodbye Old Girl» (Річард Адлер, Джеррі Росс) — 4:24
3. «Who Cares» (Джордж Гершвін, Айра Гершвін) — 5:15
4. «Out of the Past» (Бенні Голсон) — 5:20
5. «Younger Than Springtime» (Оскар Гаммерстайн ІІ, Річард Роджерс) — 5:38
6. «The Best Thing for You Is Me» (Ірвінг Берлін) — 4:06
7. «I'm a Fool to Want You» (Джоел Геррон, Френк Сінатра) — 5:27
8. «That Ole Devil Called Love» (Доріс Фішер, Аллан Робертс) — 4:14

## Учасники запису
- Арт Фармер — труба
- Томмі Фленаган — фортепіано
- Томмі Вільямс — контрабас
- Альберт Гіт — ударні

Технічний персонал
- Кей Нортон — продюсер
- Томмі Нола — інженер [запис]
- Ернест Фін — обкладинка
- Нет Гентофф — текст